# Serpianotiaris
Serpianotiaris is een geslacht van uitgestorven zee-egels uit de familie Serpianotiaridae.

## Soorten
- Serpianotiaris coava (Quenstedt, 1873) † Anisien tot Carnien - Europa.